# Veľké Dravce
Veľké Dravce (em húngaro: Nagydaróc) é um município da Eslováquia, situado no distrito de Lučenec, na região de Banská Bystrica. Tem 9,53 km² de área e sua população em 2018 foi estimada em 700 habitantes.

## Demografia
| Ano:        | 1994 | 2004   | 2014   | 2024   |
| ----------- | ---- | ------ | ------ | ------ |
| Broj ljudi: | 631  | 642    | 698    | 679    |
| Razlika:    |      | +1,74% | +8,72% | -2,72% |

| Ano:               | 2023 | 2024   |
| ------------------ | ---- | ------ |
| Número de pessoas: | 686  | 679    |
| Diferença:         |      | -1,02% |